# リチャード・ノエル＝ヒル (第4代ベリック男爵)
第4代ベリック男爵リチャード・ノエル＝ヒル（英語: Richard Noel-Hill, 4th Baron Berwick、出生名リチャード・ヒル（Richard Hill）、1774年11月7日 – 1848年9月28日）は、イングランド国教会の聖職者、グレートブリテン貴族。1824年から1825年までシュルーズベリー市長を務めた。

## 生涯
初代ベリック男爵ノエル・ヒルと妻アンナ（Anna、旧姓ヴァーノン（Vernon）、1797年3月23日没、ヘンリー・ヴァーノンの娘）の三男として、1774年11月7日にセント・マーティン・イン・ザ・フィールズで生まれ、11日に同地で洗礼を受けた後、1775年9月14日にシュロップシャーのアッチャムで再度洗礼を受けた。1787年4月9日よりラグビー校で教育を受けた後、1792年12月31日にケンブリッジ大学セント・ジョンズ・カレッジに入学、1795年にM.A.の学位を修得した。
1798年10月21日にシュロップシャーのベリントンの教区牧師に任命され、1845年まで務めた。1799年にチェシャーのソーントン＝イン＝ザ＝ムーアズの教区牧師に就任、1846年まで務めた。1824年から1825年までシュルーズベリー市長を務めた。
1824年3月19日、国王の認可状を受けて「ノエル」を姓に加えた。1842年8月4日に兄ウィリアムが死去すると、ベリック男爵位を継承した。
1848年9月28日にアッチャムで死去、10月6日に同地で埋葬された。息子リチャード・ノエルが爵位を継承した。

## 家族
1800年1月16日、フランシス・マリア・オーウェン（Frances Maria Owen、1840年1月4日没、ウィリアム・モスティン・オーウェンの娘）と結婚、4男4女をもうけた。
- リチャード・ノエル（1800年11月21日 – 1861年4月12日） - 第5代ベリック男爵[2]
- ウィリアム（1802年7月6日 – 1882年11月24日） - 第6代ベリック男爵[2]
- トマス・ヘンリー（1804年2月1日 – 1870年3月1日） - 聖職者。1845年9月18日、ハリエット・レベッカ・ハンフリーズ（Harriett Rebecca Humffreys、ジョン・ハンフリーズの娘）と結婚、子供あり。第7代ベリック男爵リチャード・ヘンリー・ノエル＝ヒルの父[4]
- マリア（1865年没[4]）
- エミリー（1807年 – 1885年2月14日） - 生涯未婚[4]
- チャールズ・アーサー・ウェントワース・ハーウッド（Charles Arthur Wentworth Harwood、1811年4月22日 – 1853年6月2日） - 1846年8月29日、キャサリン・メアリー・アダムズ（Catherine Mary Adams、1894年8月4日没、チャールズ・マーシュ・アダムズの娘）と結婚、子供あり[4]
- ハリエット・アン（1871年2月28日没[4]）
- ジョージアナ・ルイーザ・メアリー（Georgiana Louisa Mary、1854年3月23日没） - 1845年7月22日、フランシス・モスティン・オーウェン（Francis Mostyn Owen）と結婚[4]